# Vattenkraft i Belgien
Vattenkraft i Belgien är relativt begränsad i sin omfattning på grund av de små höjdskillnaderna i landet. Den klart största anläggningen är Coo-Trois-Ponts som är ett pumpkraftverk. Ett annat betydande pumpkraftverk är Plate-Taille. Dessa kraftverk producerar inte el netto utan deras syfte än att fungera som el/energi-lager och hjälpa till att balansera elsystemet. Mellanstora vattenkraftverk (10-20 MW) finns i Monsin, Lixhe och Ampsin-Neuville. Samtliga nämnda vattenkraftverk byggdes under perioden 1954-1981. Från 1990-talet och framåt har elproduktionen var relativt jämn, som framgår av figuren nedan (som bara visar pumpkraftverkens elproduktion, och inte deras elkonsumtion). Nästa all elproduktion från vattenkraft sker i Vallonien. I Flandern är potentialen mycket begränsad och det är enbart möjligt med småskalig vattenkraft. Det finns totalt 15  anläggningar i Flandern och deras samlade installerade effekt är under 1 MW (994 kW).